# Barrage de Goupitan
Le barrage de Goupitan est un barrage en Chine, en province de Guizhou, sur la rivière Wu Jiang un affluent du fleuve Yangzi Jiang. Il est associé à une centrale hydroélectrique de 3 000 MW.